# Johan Erik Emanuel Simonsson Telenius
Johan Erik Emanuel Simonsson Telenius, född 4 oktober 1806 i Åbo, död 2 december 1864 i Nagu, var präst i Finland och Estland. 
Telenius far, Simon Henriksson Telenius, var kantor i Åbo. Han studerade vid Katedralskolan i Åbo åren 1814–1825 och vid Åbo Akademi åren 1825–1828, då han prästvigdes. Telenius fungerade som hjälppräst för kyrkoherden i Kangasala 1828–1830 varefter han blev lärare i Ekenäs under tre år. År 1833 - 1857 var Telenius präst i Ekenäs för att sedan flytta till Runö i Estland där han fungerade som kyrkoherde under åren 1857–1862 i S:ta Magdalena kyrka.    
Mellan 1862 och 1863 var Telenius kyrkoherde i Nagu församling.  